# Abraham Troell
Nils Abraham Troell, född 18 december 1881 i Hjärsås församling, Kristianstads län, död 12 februari 1954, var en svensk kirurg. Han var far till Gustav och Lars Troell.
Troell var son till handlanden Bengt Nilsson och Tora Persson. Efter studentexamen i Kristianstad 1900 blev han medicine kandidat vid Lunds universitet 1904, medicine licentiat vid Karolinska Institutet i Stockholm 1908 och medicine doktor vid Lunds universitet 1911 efter att året innan ha disputerat på avhandlingen Studien über das Uterusmyom in seinen Beziehungen zu Konzeption, Schwangerschaft, Geburt und Wochenbett. Han blev docent i obstetrik och gynekologi i Lund samma år, i Stockholm 1911, i kirurgi där 1913.
Troell blev underkirurg vid Serafimerlasarettet 1913, biträdande lärare i kirurgi vid Karolinska institutet 1914, var lärare i kirurgi vid Tandläkarinstitutet 1917–26 och 1929–46, biträdande läkare i Riksförsäkringsanstalten från 1917 och överläkare där från 1934 samt ledamot av Medicinalstyrelsens vetenskapliga råd 1918. Han var t.f. professor i kirurgi vid Karolinska institutet 1922–23, tilldelades 1928 professors namn samt var 1929–46 överläkare i kirurgi vid Sankt Görans sjukhus och från 1936 styresman där. Han var 1932–37 ordförande i Läkarförbundet, 1944–45 i Svenska Läkaresällskapet och 1945 i Svensk kirurgisk förening. 
Troell skrev en mängd arbeten i obstetrik, gynekologi och kirurgi, särskilt i buk- och extremitetskirurgi samt sköldkörtelns patologi.